# Biltmore Forest
Biltmore Forest és una població dels Estats Units a l'estat de Carolina del Nord. Segons el cens del 2008 tenia 1.559 habitants.

## Demografia
Segons el cens del 2000, Biltmore Forest tenia 1.440 habitants, 588 habitatges i 456 famílies. La densitat de població era de 191,1 habitants per km².
Dels 588 habitatges en un 29,3% hi vivien nens de menys de 18 anys, en un 72,8% hi vivien parelles casades, en un 3,4% dones solteres, i en un 22,4% no eren unitats familiars. En el 20,7% dels habitatges hi vivien persones soles el 12,1% de les quals corresponia a persones de 65 anys o més que vivien soles. El nombre mitjà de persones vivint en cada habitatge era de 2,45 i el nombre mitjà de persones que vivien en cada família era de 2,83.
Per edats la població es repartia de la següent manera: un 23,2% tenia menys de 18 anys, un 3,1% entre 18 i 24, un 16,5% entre 25 i 44, un 36,1% de 45 a 60 i un 21,2% 65 anys o més.
L'edat mediana era de 49 anys. Per cada 100 dones de 18 o més anys hi havia 88,7 homes.
La renda mediana per habitatge era de 119.526 $ i la renda mediana per família de 152.654 $. Els homes tenien una renda mediana de 100.000 $ mentre que les dones 38.750 $. La renda per capita de la població era de 85.044 $. Entorn del 0,4% de les famílies i el 0,8% de la població estaven per davall del llindar de pobresa.

## Poblacions més properes
El següent diagrama mostra les poblacions més properes.